# Immigrazione

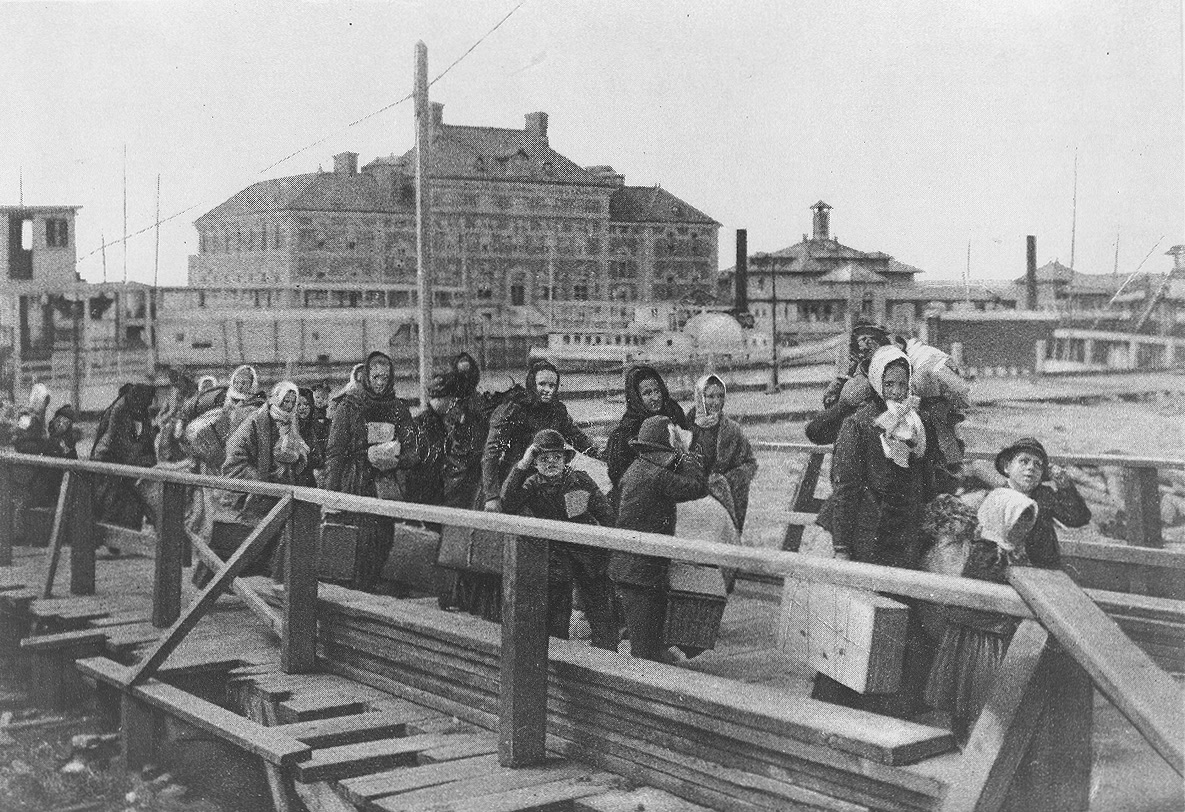
Emigranti europei sbarcano a Ellis Island, a New York, (USA), nel 1902

L'immigrazione è il trasferimento permanente o temporaneo di singoli individui o di gruppi di persone in un paese o luogo diverso da quello di origine. Il fenomeno corrispondente opposto è l'emigrazione.

## Descrizione

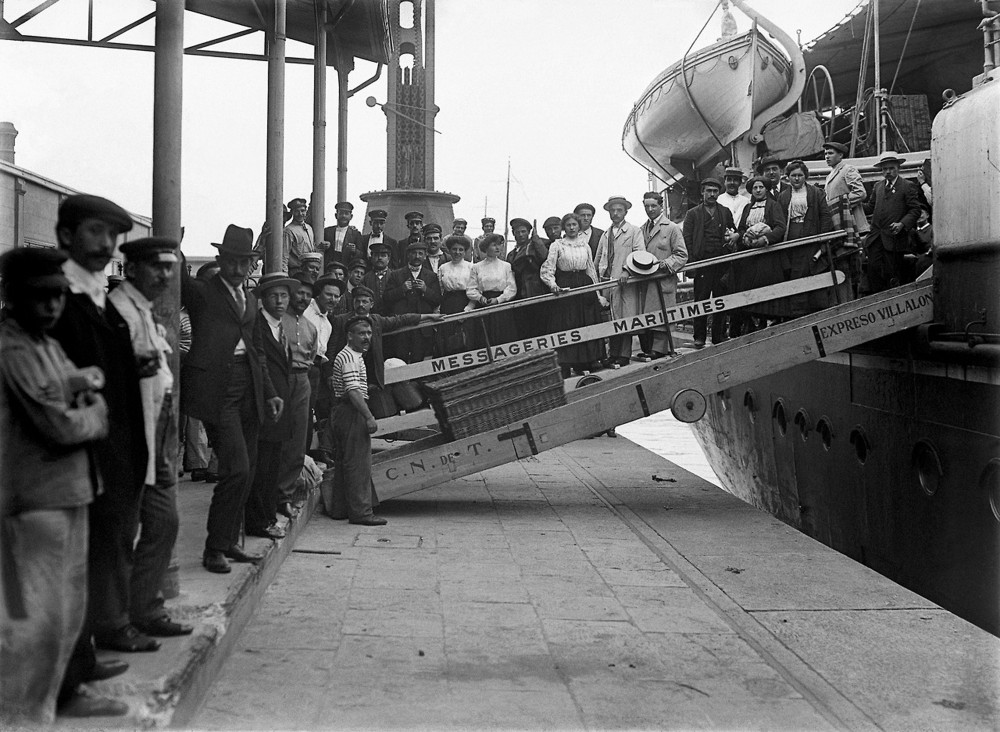
Immigrati italiani che arrivano in Argentina

### Tipologia
Si possono includere le migrazioni di popolazioni tra diversi paesi e i movimenti interni ad un paese; l'immigrazione è uno dei fenomeni sociali mondiali più problematici e controversi, dal punto di vista delle cause e delle conseguenze. Per quanto riguarda i paesi destinatari dei fenomeni migratori (principalmente le nazioni cosiddette sviluppate o in via di sviluppo), i problemi che nascono riguardano la regolamentazione ed il controllo dei flussi migratori in ingresso e della permanenza.

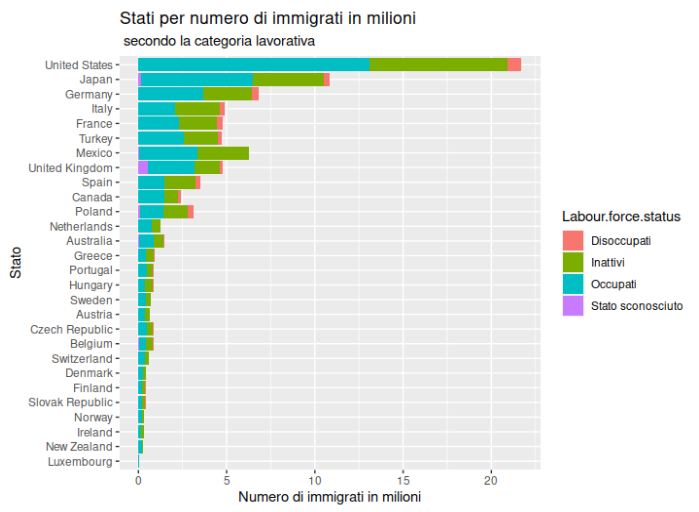
Fonte: https://stats.oecd.org/Index.aspx?DataSetCode=MIG

L'immigrazione può contribuire a risolvere problemi come sovrappopolazione, fame, epidemie e povertà nei Paesi di origine. A livello politico, i Paesi di origine e di destinazione possono stringere accordi bilaterali che prevedono flussi migratori programmati e controllati, per rispondere a esigenze di manodopera del Paese di destinazione, a problemi di sovrappopolazione del Paese d'origine, compensati da altri aspetti come uno scambio di materie prime ed energia. Un accordo di questo tipo può prevedere la fornitura di materie prime e manodopera in cambio di prodotti finiti ed investimenti nell'industria e in infrastrutture nel Paese fornitore.
Secondo il parere di alcuni studiosi, soprattutto in riferimento all'Europa e all'Italia, l'immigrazione può avere ripercussioni positive anche per i Paesi di destinazione. Il processo di invecchiamento della popolazione è un fenomeno demografico che sta interessando l'intera Europa, come conseguenza del generale miglioramento della qualità della vita e del declino della natalità in vari paesi. L'immigrazione può mitigare l'invecchiamento della popolazione. L'Italia rappresenta uno dei paesi più longevi al mondo e, al contempo, uno dei più colpiti dal calo delle nascite, aggravato dalla crescente precarietà occupazionale delle famiglie. I dati ISTAT del 2015 stimano l'età media italiana in aumento, giunta a 44,6 anni.L'anno 2016 mantiene inalterato questo trend, superando il record negativo delle nascite del 2015: nel 2016 sono nati 474.000 bambini, contro i 486.000 dell'anno precedente. Di conseguenza, con la diminuzione della popolazione attiva, emergono problematiche legate alla sostenibilità della spesa previdenziale. Grazie al miglioramento dei servizi sanitari e dello stile di vita l'età media si è alzata, uno scenario che si ripresenta anche a livello europeo. Ma questa grande conquista sociale e sanitaria pone pressanti problemi ai sistemi previdenziali dei paesi europei. L'altra faccia della medaglia è infatti che ci si attende una riduzione delle persone in età lavorativa.

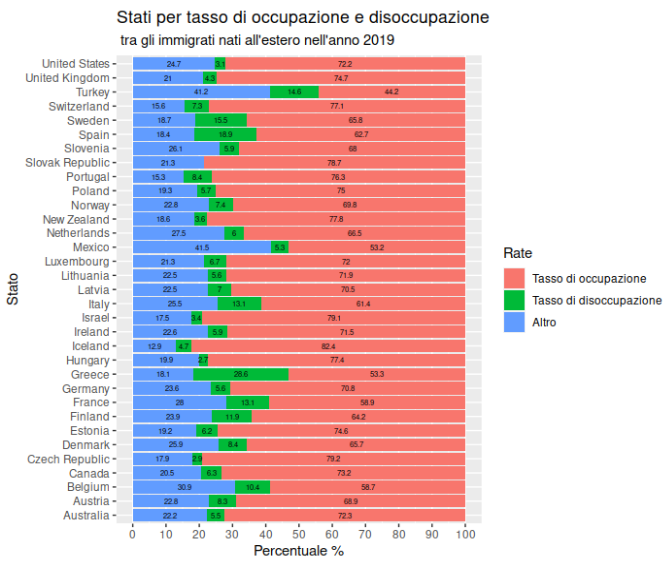
Fonte: https://stats.oecd.org/Index.aspx?DataSetCode=MIG

Un incremento massiccio dell'immigrazione potrebbe costituire il fattore decisivo per il riequilibrio della spesa pensionistica, dato che la gran parte degli immigrati si trova in età lavorativa. Gli effetti positivi dell'immigrazione in Italia sono già tangibili secondo “Openmigration”, la quale stima che nel 2009, grazie agli immigrati, 520.000 italiani hanno potuto ricevere la pensione. Tale numero è aumentato a più di 600.000 nel 2013, ed è destinato a crescere nuovamente nel corso degli anni, parallelamente all'aumento dei contributi previdenziali degli stranieri.
Dal versante opposto, altri sostengono che l'immigrazione possa essere una delle cause dell'alto tasso di disoccupazione tra gli italiani e gli europei, poiché gli immigrati troverebbero più facilmente lavoro. Prima della crisi, il lavoro degli immigrati poteva essere considerato complementare a quello dei nativi e non sostitutivo. Gli stranieri hanno occupato per la maggior parte posti di lavoro dequalificati, per i quali l'offerta di lavoro degli italiani non era sufficiente. Ma dal 2010-2011 si registra un aumento dell'occupazione degli italiani nelle professioni a bassa qualifica: ciò significa che sta venendo meno la complementarità della forza lavoro italiana e straniera; quindi sempre più italiani e stranieri si contendono gli stessi posti di lavoro. Non sorprende dunque il risultato del sondaggio Demos per “La Repubblica” del settembre 2016, secondo il quale l'83% degli italiani sarebbero favorevoli al ripristino delle frontiere nell'area Schengen.

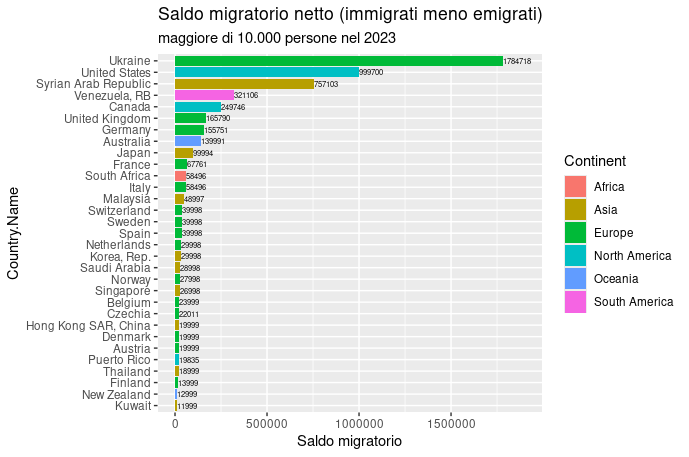
Fonte: [https://data.worldbank.org/indicator/SM.POP.NETM?locations=1W World Bank

Il fenomeno dell'immigrazione, nella discussione pubblica e nella cronaca giornalistica, risulta inoltre spesso accostato alla problematica dell'aumento della delinquenza e della criminalità. Per quanto riguarda l'Italia, tuttavia, ricerche econometriche hanno dimostrato che non c'è alcun nesso fra immigrazione e criminalità. I due fenomeni sono entrambi attratti dalla ricchezza, e quindi possono intensificarsi contemporaneamente nelle zone ricche, senza però che l'una causi o favorisca l'altra.
Ma al di là di tali aspetti, l'opinione pubblica di molti paesi, già debilitati dalla crisi economica e preoccupati per i fenomeni terroristici, si esprime contro l'immigrazione di massa, per il timore che si possano così aggravare problemi di sicurezza e di coesione sociale. Il filosofo Massimo Cacciari qualifica come legittime e comprensibili le paure degli italiani di fronte alle ondate migratorie, poiché dietro la “paura dell'immigrazione c'è il non governo dell'immigrazione”.
Esistono molti tratte degli immigrati, sotto molte forme.

### Cause
La causa del fenomeno dell'immigrazione può trovare origine in motivazioni:
- economiche (per sfuggire alla povertà, per cercare migliori condizioni di vita cioè lasciare il proprio paese per vivere meglio);
- alimentari (per una mancanza di cibo tale da non soddisfare il minimo necessario per la sopravvivenza);
- climatiche (a causa di sconvolgimenti ambientali come la siccità);
- politiche (dittature, persecuzioni, soprusi, guerre, genocidi, pulizia etnica);
- religiose (impossibilità di praticare il proprio culto religioso);
- sanitarie (lo scoppio di un'epidemia o di una pandemia);
- artificiali (come la costruzione di una diga);
- derivate da disastri naturali (tsunami, alluvioni, terremoti, carestie);
- personali (scelta ideologica, fidanzamento con un partner residente in un altro paese);
- di tipo sentimentale (riunificazione familiare);
- di tipo criminale: (a) fuga (per sfuggire alla giustizia del proprio paese, per evitare un arresto); (b) attrazione (per ottenere risultati migliori dalla propria attività malavitosa);
- per istruzione (per frequentare una scuola e conseguire un titolo di studio, garantire ai propri figli un'istruzione);
- in maniera forzata, dove chi emigra è vittima della tratta di esseri umani.

## Legislazione in materia
Le legislazioni dei Paesi UE pongono l'autonomia economica dell'immigrato come una condizione necessaria per avere un permesso di soggiorno e poi la cittadinanza. L'immigrato viene espulso se non dimostra di avere un lavoro regolare o qualcuno che possa dargli un sostentamento economico, condizioni per ottenere un regolare permesso di soggiorno.
Una prima eccezione a questo principio riguarda quanti sono vittime di persecuzioni politiche o religiose, provengono da dittature e Paesi in guerra. Il diritto internazionale prevede che in questi casi sia riconosciuto il diritto di asilo, l'assistenza sanitaria e le cure di primo soccorso. A qualsiasi persona, pure clandestina, si applica quanto sancito dalla Dichiarazione Universale dei Diritti dell'Uomo. La norma si presta anche a degli abusi, essendo difficile provare la nazionalità di un clandestino che chiede asilo politico, e se questi ne ha effettivamente diritto: ma l'onere di scoprire gli abusi spetta agli Stati perché le espulsioni vanno motivate caso per caso e non per appartenenza ad una categoria di persone.
I flussi di immigrazione clandestina vengono combattuti con accordi bilaterali con i Governi e le polizie dei Paesi di origine, in termini di esercitazioni e operazioni congiunte, condivisione di uomini, risorse, informazioni; di recente è stato invocato anche un approccio multilaterale (detto dall'Italia Migration Compact), quanto meno per gli Stati rivieraschi del Mar Mediterraneo. Sul piano non repressivo, si combatte con accordi commerciali e di interscambio che favoriscano gli investimenti esteri, la crescita economica e del livello medio di istruzione, un mercato di sbocco alla produzione dei Paesi più poveri.
Il Parlamento europeo ha approvato, il 20 novembre 2008, l'introduzione di una carta blu sul modello della green card americana, che avrà lo scopo di attirare in Europa immigrati qualificati provenienti dai paesi terzi e ciò secondo una tabella standard di qualifiche applicabile discrezionalmente dai singoli Stati membri. Oltre alla carta blu, il Parlamento europeo ha adottato la cosiddetta "direttiva sanzioni" che prevede l'applicazione di multe e di sanzioni penali ai datori di lavoro che impiegano immigrati irregolari.
In occasione della Conferenza inter-governamentale svoltasi il 10 e 11 dicembre 2018 a Marrakesh (in Marocco), la maggioranza degli Stati membri dell'ONU ha sottoscritto il Patto mondiale sulla migrazione, un accordo politico globale per la regolamentazione dei flussi migratori e dello status dei rifugiati, quali i richiedenti asilo. La Conferenza è stata preceduta da tre differenti risoluzioni dell'Assemblea Generale adottate fra il 2016 ed il 2017.

La stipula del patto è stata seguita il 19 dicembre dall'approvazione da parte della assemblea plenaria, con:
- 152 voti favorevoli,
- 12 astenuti (fra i quali l'Italia[19])
- 5 contrari: Israele e Stati Uniti, Repubblica Ceca, Ungheria e Polonia.

Contestualmente al voto, l'Assemblea ha ribadito la piena effettività della Dichiarazione dei diritti dell'uomo e del cittadino. La bozza di discussione di 31 pagine approvata il 30 luglio in vista della Conferenza di Marrakesh, istituisce l'International Migration Review Forum (ex High-level Dialogue on International Migration), un tavolo di confronto internazionale e permanente che deve riunirsi a cadenza almeno quadriennale, a decorrere dal 2022. Il documento è complementare al Patto mondiale sui rifugiati, e fissa 23 obbiettivi con altrettante azioni assegnate, e gli strumenti gestionali propri del Ciclo di Deming, istituendo presso l'ONU una cabina di regia centrale alla quale Governi e società private possono contribuire con proprie risorse umane, tecniche o finanziarie.
A Novembre 2018 il Comitato di esperti per la politica della ricerca ha pubblicato uno studio secondo il quale, a parità di altri fattori ed escludendo l'effetto della Primavera Araba, "l'apertura del canale libico ha raddoppiato, in media, le intenzioni migratorie individuali".

## Immigrazione minorile

### Minori accompagnati e non accompagnati
Quando si parla di minori immigrati o stranieri si cerca di accomunare diverse situazioni.
In Italia sono più numerosi i minori accompagnati che giungono quindi con la propria famiglia di origine o minori nati nel territorio nazionale. Vari tipi:
- Minori nati allʼestero che poi si ricongiungono
- Minori che arrivano insieme alla famiglia
- Minori nati in Italia da genitori stranieri
- Minori non accompagnati
- Profughi di guerra
- Figli di coppie miste

Con il termine MSNA (minore straniero non accompagnato) si intende la condizione dei minori che intraprendono il viaggio migratorio da soli, che si trovano in Italia privi di assistenza e rappresentanza da parte di genitori o altri adulti che ne siano tutori o affidatari sulla base di un provvedimento formale.
I minori stranieri soli presenti in Italia sono ragazzi originari dai Paesi del Nord Africa, dell'Africa subsahariana, del Medio Oriente e dell'Asia.
Non esiste a livello internazionale una definizione univoca né una linea comune di trattamento o protezione:
- La Risoluzione del consiglio Europeo del 1997 parla dei minori che migrano da soli in modo generico identificandoli in base allʼetà ed al fatto che non hanno un adulto di riferimento che ne è responsabile.
- Il decreto del presidente del Consiglio dei ministri 535 del 1999 intende con “minori non accompagnati” i minori di cittadinanza non italiana e non europea presente nel nostro territorio
- LʼAlto Commissariato dellʼONU parla nel 1997 di minori separati prendendo atto che tali minori si trovano in una triplice sofferenza: fisica, sociale, psicologica. Lʼobiettivo è far sì che ogni minore goda del diritto di sicurezza e protezione, inserimento e integrazione sociale.

Come previsto dalla Convenzione del fanciullo già nel 1989 (New York) bisogna garantire ad ogni minore interventi sociali educativi in grado di accompagnare la loro crescita (“interesse superiore”).
Il fenomeno dei minori stranieri soli è uno degli aspetti più complessi delle attuali migrazioni internazionali. Di fronte all'arrivo di questi soggetti sono emerse complesse questioni di carattere legislativo ed operativo che mettono alla prova la capacità delle società di prendersi cura di essi. Nella definizione “minori non accompagnati” rientrano minori richiedenti asilo o protezione umanitaria, minori vittime di tratta, maggiorenni che per ragioni di opportunità si fingono minori,  minori che emigrano dal proprio Paese con il consenso dei genitori o contro la loro volontà, per motivi economici.

### Evoluzione del fenomeno in Italia
In Italia, come nel resto dell'Europa, è difficile definire numericamente l'effettiva presenza dei minori non accompagnati, poiché si tratta di soggetti con spiccata tendenza alla mobilità da un luogo all'altro. Nelle statistiche ufficiali non sono compresi neppure quelli che restano nella clandestinità, né i minori coinvolti nelle attività illegali o nell'accattonaggio, né quelli vittime di tratta e/o ridotti in schiavitù ai fini dello sfruttamento sessuale o del lavoro.

### Fasi storiche d'immigrazione
È possibile individuare varie fasi storiche in cui i Msna si muovono verso e dentro il continente europeo a partire dal secondo dopoguerra.
1. Una prima fase corrisponde agli anni ʼ50 e ʼ60, quando giungono gruppi di richiedenti asilo provenienti dall'Ungheria e dalla Cecoslovacchia, a seguito dell'invasione subita da parte dell'ex Unione Sovietica; lʼItalia contribuisce con unʼassistenza temporanea, in quanto i minori vogliono andare oltreoceano.
2. Una seconda fase è individuabile negli anni ʼ70, quando arrivano minori da Vietnam e Cambogia e da Etiopia ed Eritrea e Nigeria; anche in questo caso sono solo temporaneamente in Italia.
3. Negli anni ʼ80 se ne aggiungono altri provenienti dalla Somalia e dal Sudan, perché fuggono dalla guerra, e dal Marocco e dalla Tunisia per motivi economici.
4. Negli anni ʼ90 arrivano immigrati dallʼarea balcanica, da Ucraina, da Romania e dal Kurdistan (Turchia, Iran Iraq).
5. Dal 2011 è iniziata una nuova fase, in concomitanza con le vicende legate ai movimenti della Primavera araba (rivolte nel mondo arabo) che hanno interessato vari Paesi nordafricani.

### Arrivo nel territorio nazionale

#### I minori non intercettati
I primi giorni sul territorio italiano rappresentano il momento in cui i minori elaborano le prime strategie di sopravvivenza, iniziando a tessere le prime reti informali, anche a seguito di incontri casuali. La presenza di reti parentali o amicali rappresenta un fattore di controllo e riduzione dei rischi. Inoltre sono esposti al lavoro in nero in quanto minori ed in quanto irregolari.

#### Il momento dell'intercettazione
L'intercettazione dei minori avviene generalmente per opera della polizia o dei servizi sociali.
È possibile intercettarli quando sbarcano sulle coste, ma se attraversano le frontiere terrestri diventa più difficile. Il minore intercettato viene portato in questura e se sussistono dubbi sull'età, vengono fatti alcuni accertamenti come delle radiografie, ma non danno risultati certi.
Il sistema di accoglienza dei Msna comprende vari livelli, quello delle istituzioni pubbliche e quello delle istituzioni private e del privato sociale.
Il Ministero dell'Interno gestisce la prima accoglienza fino alla nomina del tutore, le Regioni stanziano i fondi da assegnare per i progetti di accoglienza dei minori sulla base delle presenza e i Comuni sono chiamati a programmare e a realizzare i servizi in accordo con i vari enti interessati. Cʼè comunque lʼassenza di un unico modello sociale di riferimento.
Da menzionare è il programma nazionale di protezione dei minori stranieri non accompagnati, finanziato dal Ministero del Lavoro e delle politiche sociali e realizzato nel 2008 dallʼANCI (associazione dei comuni Italiani) lo scopo è quello di standardizzare gli interventi specifici. La difficoltà sta però nel fatto che politiche migratorie sono dinamiche e così i modelli di politica sociale.
Le autorità di pubblica sicurezza provvedono a collocare i Msna presso strutture identificative e a segnalare i nominativi ai servizi sociali del Comune, al Tribunale per i minorenni e al Giudice tutelare.
Nel 2012 è stata emanata la legge 135 attraverso cui è stato istituito un fondo nazionale per lʼaccoglienza dei minori stranieri non accompagnati soprattutto per far fronte allʼemergenza nord Africa del 2011
In quanto minori i msna hanno diritto ad un particolare permesso di soggiorno (legge 47 del 2017) ed allʼinserimento temporaneo in un centro di accoglienza in attesa dei risultati delle indagini familiari da parte della Direzione Generale dellʼImmigrazione e delle politiche dʼintegrazione. Nel frattempo si nomina un tutore.
1. Da qui o il rimpatrio assistito o comunità di seconda accoglienza o affido ad una famiglia
2. Può iniziare il processo di integrazione sociale poi permesso per studio o per lavoro.

#### Comunità di prima accoglienza
Una volta accolti in strutture spesso private convenzionate, vi rimangono per un periodo massimo di 90gg ed inizia lʼaccertamento e lʼidentificazione. Il giudice tutelare avvia le procedure per la nomina del tutore o famigli affidataria.
I minori sono introdotti in corsi di alfabetizzazione o direttamente a scuola.

#### Le comunità di seconda accoglienza
Dopo i primi 90 giorni viene individuata una struttura di accoglienza più idonea ad ospitare il minore fino alla maggiore età dove i minori seguono percorsi formativi, tirocini, periodi di apprendistato e borse di studio
Nella Carta dei Diritti fondamentali dellʼUE del 2000 si parla di dignità, uguaglianza e libertà e, allʼart. 24, dei diritti dei minori. Per far si che questi principi fondamentali siano non solo unʼindicazione, ma un obbligo per i paesi membri ci sarebbe dovuta essere una carta costituzionale che però non è mai stata ratificata.